# Tarta Tatin

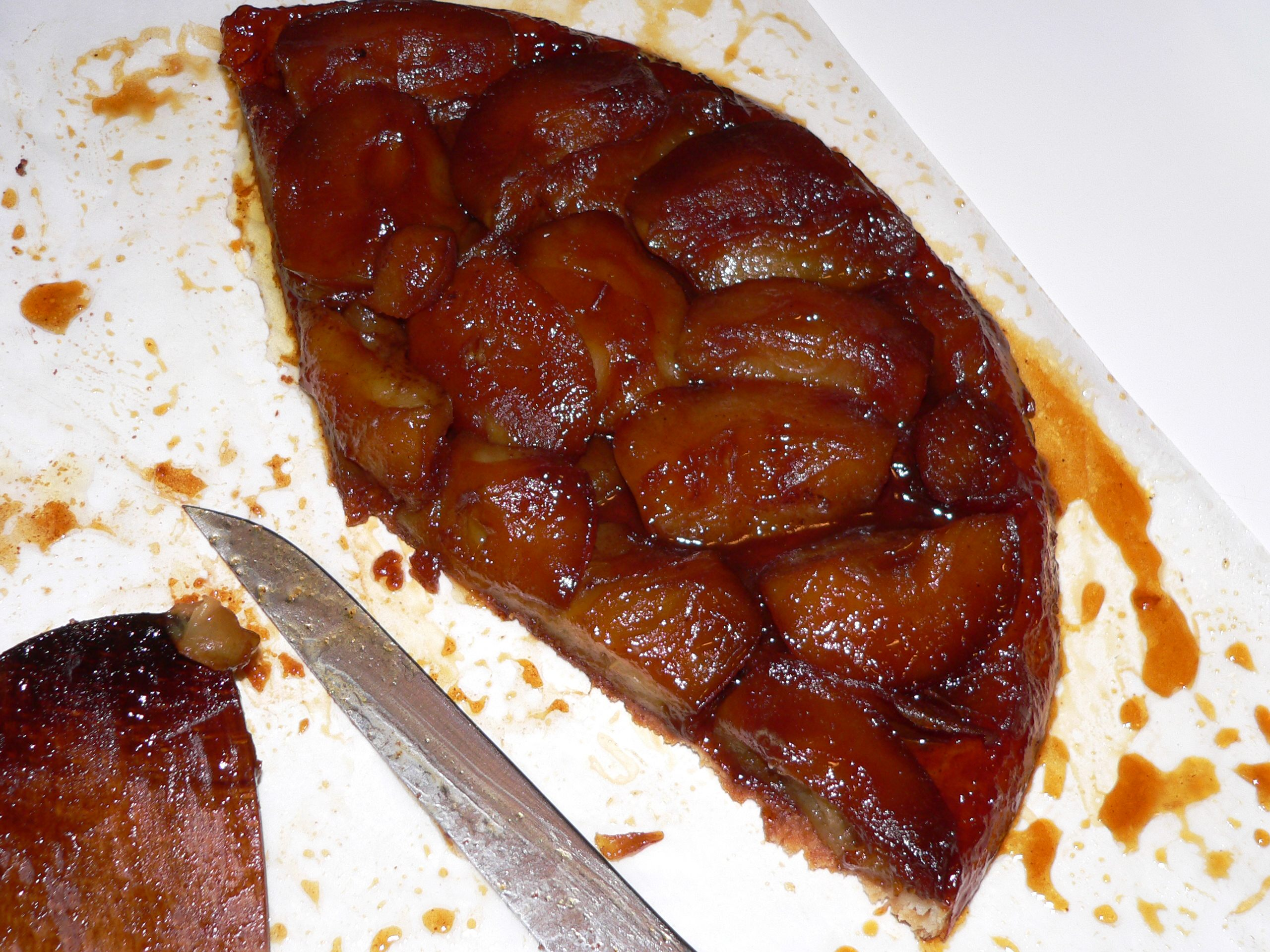
Tarta Tatin

Tarta Tatin – rodzaj francuskiej tarty, której nadzienie stanowią jabłka. 
Tarta powstała w 1898 roku w Lamotte-Beuvron. Za jej twórczynię uważa się Stéphanie Tatin, która wraz z siostrą Caroline prowadziła hotel i restaurację, istniejącą do dziś. Pewnego razu, przygotowując zwykłą tartę z jabłkami, najpierw wyłożyła formę jabłkami, a dopiero potem przykryła je ciastem. Efekt okazał się zaskakujący, zwłaszcza że Stéphanie tartę podała na gorąco.
Tarta szybko stała się popisowym daniem Hotelu Tatin, a przepis rozprzestrzenił się po całym regionie Sologne. Swoją międzynarodową sławę zawdzięcza prawdopodobnie Louisowi Vaudable – restauratorowi z Paryża, który spróbował tarty podczas swojego pobytu w Lamotte-Beuvron, a następnie dodał ją do menu prowadzonej przez siebie restauracji Maxim's.
Mieszkańcy Lamotte-Beuvron założyli stowarzyszenie La Confrérie des Lichonneux de Tarte Tatin, które ma promować i bronić prawdziwej tarty Tatin. Jego członkowie noszą specjalne stroje, podobne do tych, które dawniej odświętnie noszono na wsiach – niebieskie bluzy, czerwone chusty i czarne kapelusze. Co roku organizowane jest święto i targ, podczas których można dokonać degustacji tarty.